# Organo-uranien

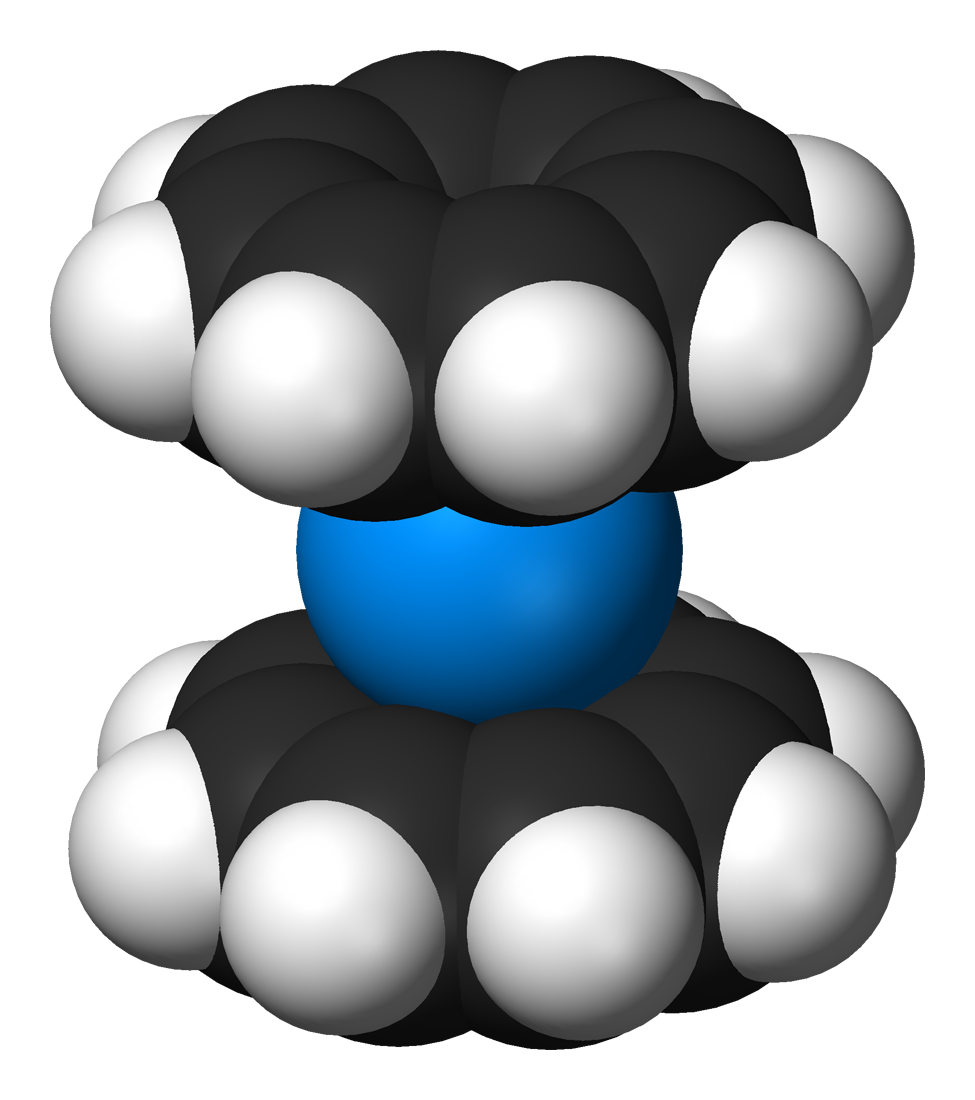
Uranocène

Un organo-uranien est un composé organométallique contenant une liaison chimique entre un atome de carbone et un atome d'uranium. La chimie des organo-uraniens est un important champ d'étude dans l'industrie nucléaire et théoriquement intéressant pour la  chimie organométallique.

## Historique
Le développement des composés organo-uraniens a débuté durant la Seconde Guerre mondiale lorsque le Projet Manhattan eu besoin de composés volatils de l'uranium afin d'effectuer la séparation isotopique de l'uranium 235 de l'uranium 238. Henry Gilman, par exemple, tenta de synthétiser des composés comme le tétraméthyluranium, d'autres ont travaillé sur des carbonyles d'uranium, mais aucun de ces efforts n'a rencontré de succès du fait de l'instabilité des organo-uraniens. Après la découverte du ferrocène en 1951, Todd Reynolds et Geoffrey Wilkinson synthétisent en 1956 un métallocène de l'uranium, Cp3UCl, à partir du cyclopentadiénure de sodium (NaCp) et de tétrachlorure d'uranium (UCl4), un composé stable, mais extrêmement sensible à l'air. Dans ce composé, la liaison uranium-chlore est de type ionique, et celles entre l'uranium et les trois ligands cyclopentadiényle sont covalentes, du type de celles qu'on trouve dans les composés sandwich, impliquant l'orbitale 5f de l'uranium.
Ernst Otto Fischer découvre en 1962 le tétracyclopentadiényluranium Cp4U, obtemu par réaction entre NaCp avec UCl4 (avec un rendement de 6 %), un composé stable dans l'air à l'état solide, mais pas en solution. Son moment dipolaire  nul et une étude par spectroscopie infrarouge ont révélé qu'il s'agissait encore d'un composé sandwich, avec un atome d'uranium au centre d'une géométrie moléculaire tétraédrique. En 1970, Fischer découvre Cp3U.
En 1968, le groupe d'Andrew Streitwieser synthétise l'uranocène (COT)2U, constitué d'un atome d'uranium pris en sandwich entre deux anions cyclooctatétraéniure (de symétrie moléculaire D8h), un composé stable mais pyrophorique.

## Exemples
L'uranocène est l'exemple-type de composé organo-uranien. Même si ses ligands diffèrent (COT contre Cp), il est proche chimiquement du ferrocène. Dans le cas de l'uranocène, les orbitales f de l'uranium interagissent substantiellement avec les cycles aromatiques COT, tout comme les orbitales d du fer avec les ligands Cp dans le ferrocène. L'uranocène diffère cependant du ferrocène du fait que ses orbitales frontières (HO et BV) sont centrées sur le métal et non sur les cycles, et du fait que toutes les réactions impliquant le métal résultent souvent au clivage de la liaison ligand-métal (en). Les uranocènes réduisent facilement les composés U(IV) en composés U(III), mais sont sinon plutôt chimiquement inertes.
Un composé proche mais plus réactif que l'uranocène est le composé demi-sandwich (COT)U(BH4)2, obtenu par réaction entre l'uranocène et le borohydrure d'uranium, découvert en 1983 par le groupe de M.J. Ephritikhine. De tels composés réagissent de nombreuses façons, par exemple par alkylation de l'uranium avec un organolithien, ou par conversion en composés sandwich hybrides.
D'autres organo-uraniens sont les uranocènes inversés où un ligand COT est pris en sandwich entre deux atomes d'uranium, ou encore des composés sandwich de l'uranium avec des ligands pentaléniure.